# Kruszczyk błotny
Kruszczyk błotny (Epipactis palustris (L.) Crantz) – gatunek rośliny wieloletniej należący do rodziny storczykowatych (Orchidaceae). Występuje w Europie, z wyjątkiem dalekiej północy, na wysokości 0–2000 m n.p.m.. W Polsce, podobnie jak i w środkowej Europie, roślina dość rzadka. Rozpowszechniona jest natomiast na wschód od Polski.
Jest to najwyższy z występujących w Polsce kruszczyków.

## Morfologia
ŁodygaWzniesiona, obła, pojedyncza i nie rozgałęziająca się, o wysokości najczęściej 30–60 cm, cała miękko i gęsto owłosiona. Dołem zielona, górą czerwonawa lub brązowa. Górne międzywęźla niewiele dłuższe od pozostałych. Wyrasta z podziemnego kłącza o długich międzywęźlach.
LiścieO kształcie podługowato-lancetowatym, ostre lub krótko zaostrzone, na brzegu owłosione, w dotyku szorstkie. Liczne liście wyrastają spiralnie na łodydze i mają czerwonawe unerwienie.
KwiatyZebrane w luźne grono zawierające 8–15 kwiatów z drobnymi przysadkami na górnej części bezlistnej łodygi. Kwiaty duże, bez zapachu. Okwiat z zewnątrz brunatnozielony, wewnątrz białawy, lekko zaróżowiony. Działki okwiatu tępe, lub krótko zaostrzone, nagie, lub tylko słabo owłosione. Warżka biała z czerwonymi żyłkami. Jej przedni człon jest okrągłego kształtu i ruchomy, oddzielony dużym wcięciem. Człon nasadowy jest płaski i posiada 2 trójkątne łatki. Szypułka kwiatowa silnie owłosiona.

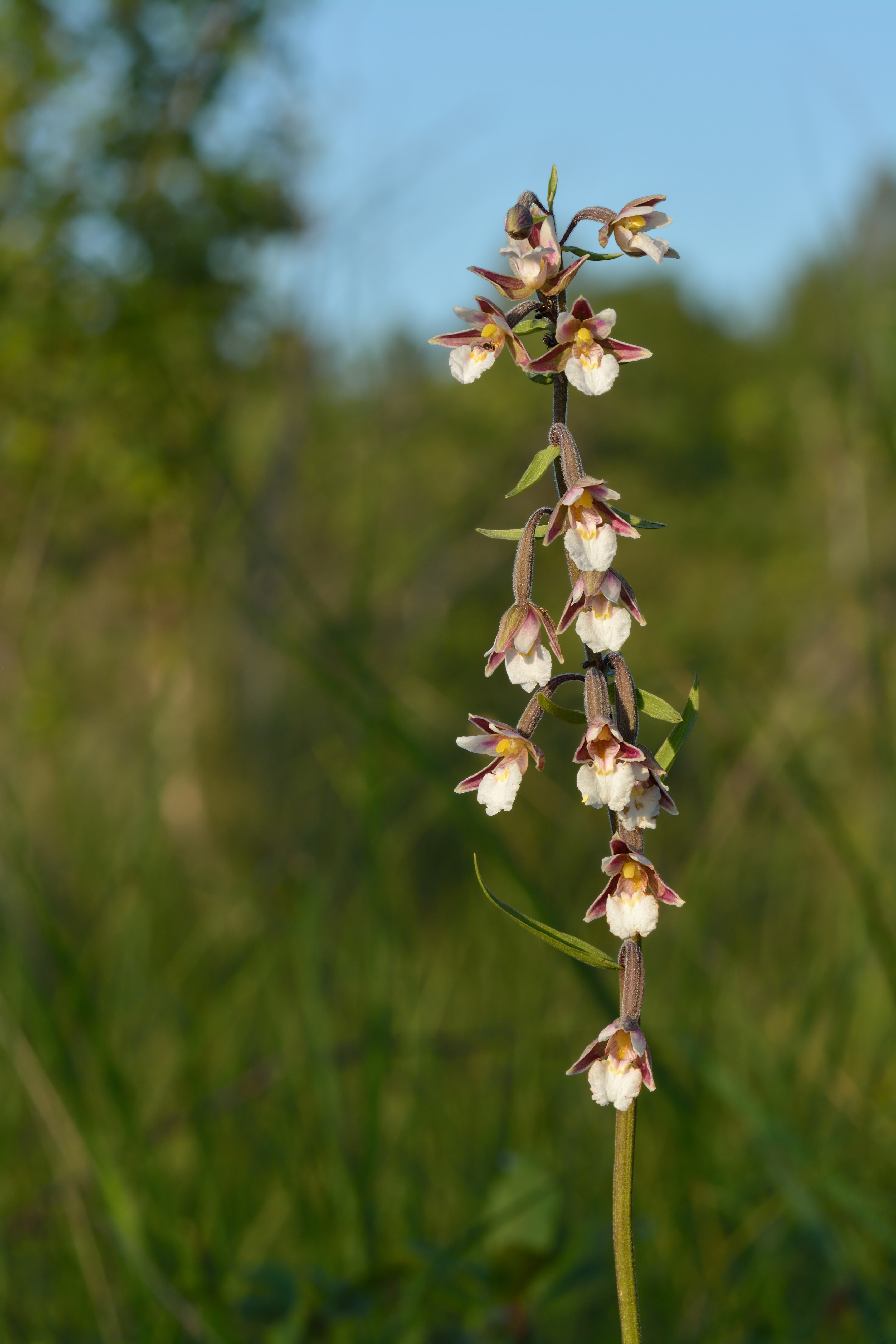
Kwiatostan
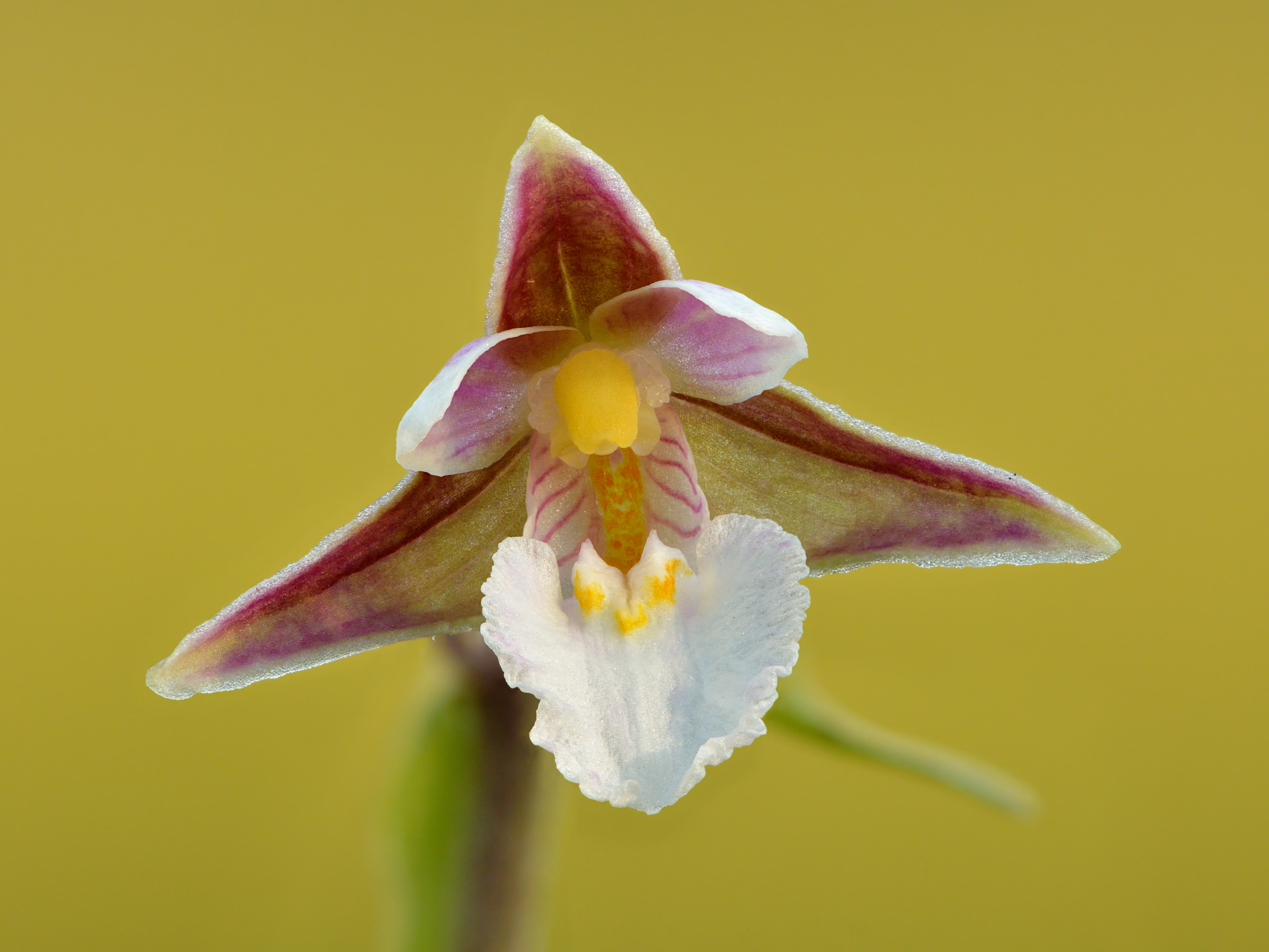
Pojedynczy kwiat
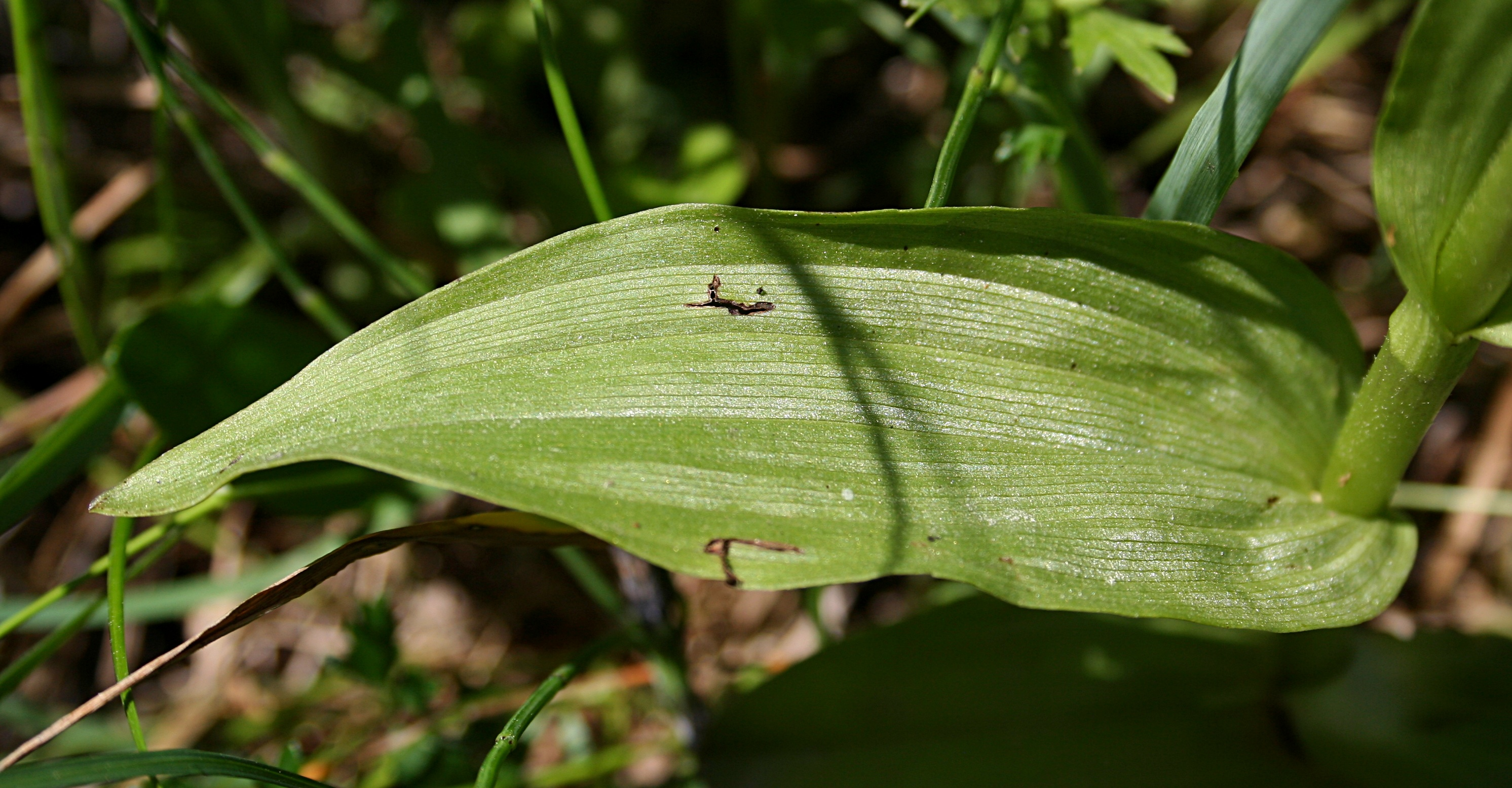
Liść
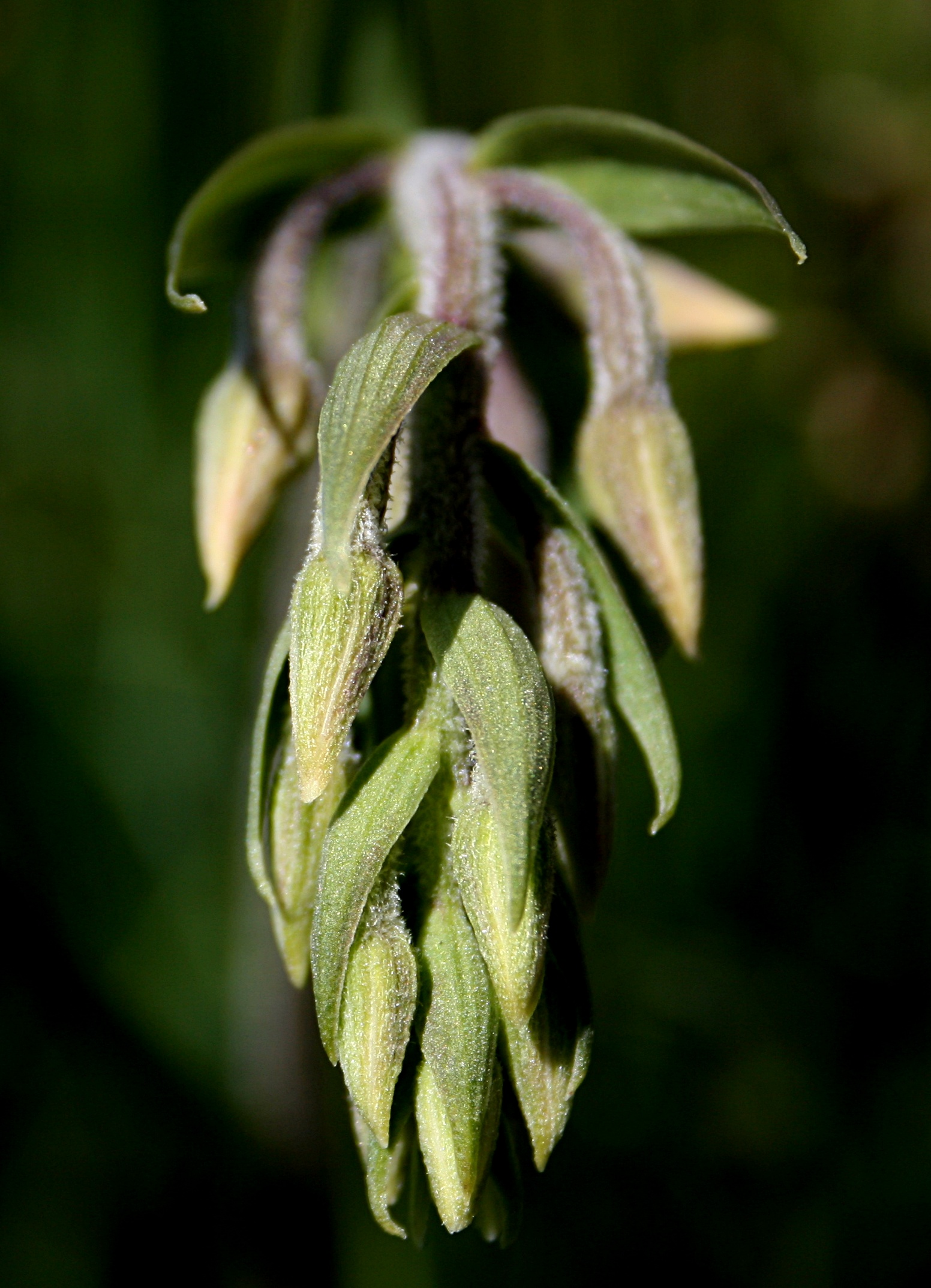
Pąki

## Biologia i ekologia

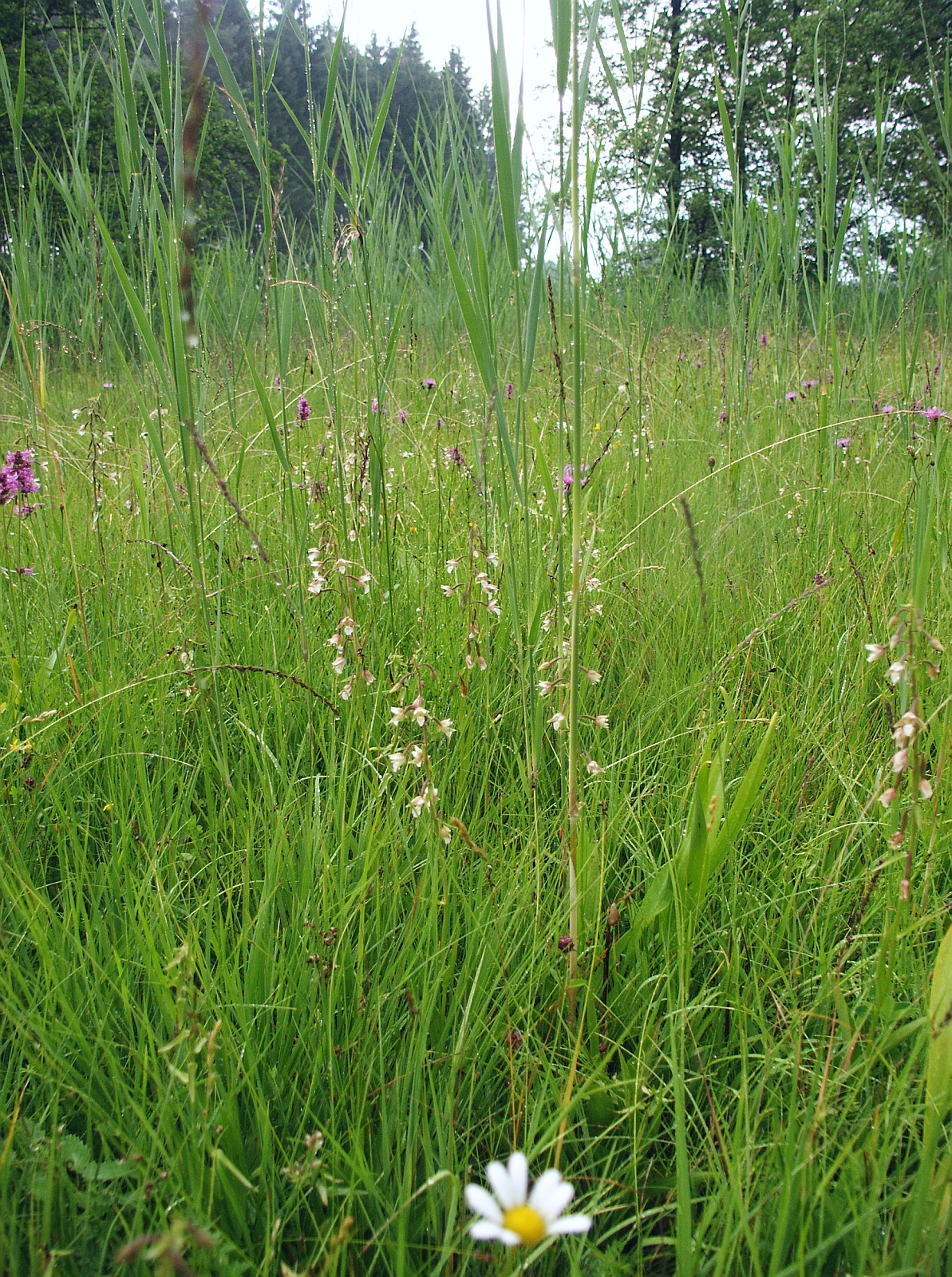
Siedlisko kruszczyka błotnego, Virngrund, Badenia-Wirtembergia

Roślina kwitnie od czerwca do lipca lub od końca czerwca końca sierpnia. Kwiaty nie produkują nektaru, są jednak odwiedzane przez owady, które zbierają pyłkowiny. Odbywa się to w ten sposób, że owad siadając na warżce odgina swoim ciężarem jej część szczytową, a pyłkowina przykleja mu się do głowy. W niesprzyjających warunkach (np. podczas długotrwałych opadów), gdy owady nie odwiedzają kwiatów, dochodzi do samozapylenia.
Rośnie na torfowiskach niskich i źródliskowych, wilgotnych łąkach, w dolinach wydmowych, czasami na obrzeżach lasów. Preferuje gleby wapienne. Występuje na niżu i w niższych położeniach górskich. Geofit ryzomowy. W klasyfikacji zbiorowisk roślinnych gatunek charakterystyczny dla O/All. Caricetalia davallianae.

## Zmienność
Tworzy mieszańce z kruszczykiem rdzawoczerwonym (Epipactis atrorubens).
Jest gatunkiem mało zmiennym morfologicznie. Niewielka zmienność dotyczy tylko ubarwienia kwiatów, które mogą mieć kolor od ciemnoczerwonego po prawie zielony.

## Zagrożenia i ochrona
Roślina objęta w Polsce ścisłą ochroną gatunkową. Jej liczebność maleje wskutek osuszania podmokłych terenów. Roślina umieszczona na Czerwonej liście roślin i grzybów Polski (2006) w grupie gatunków narażonych na wymarcie (kategoria zagrożenia V). W wydaniu z 2016 roku otrzymała kategorię NT (bliski zagrożenia).